# 羟基
羥基又称氢氧基，化学式－OH，是氧原子以共價鍵與氫原子連接的化學基團，有時也稱醇官能團，是常见极性基团。

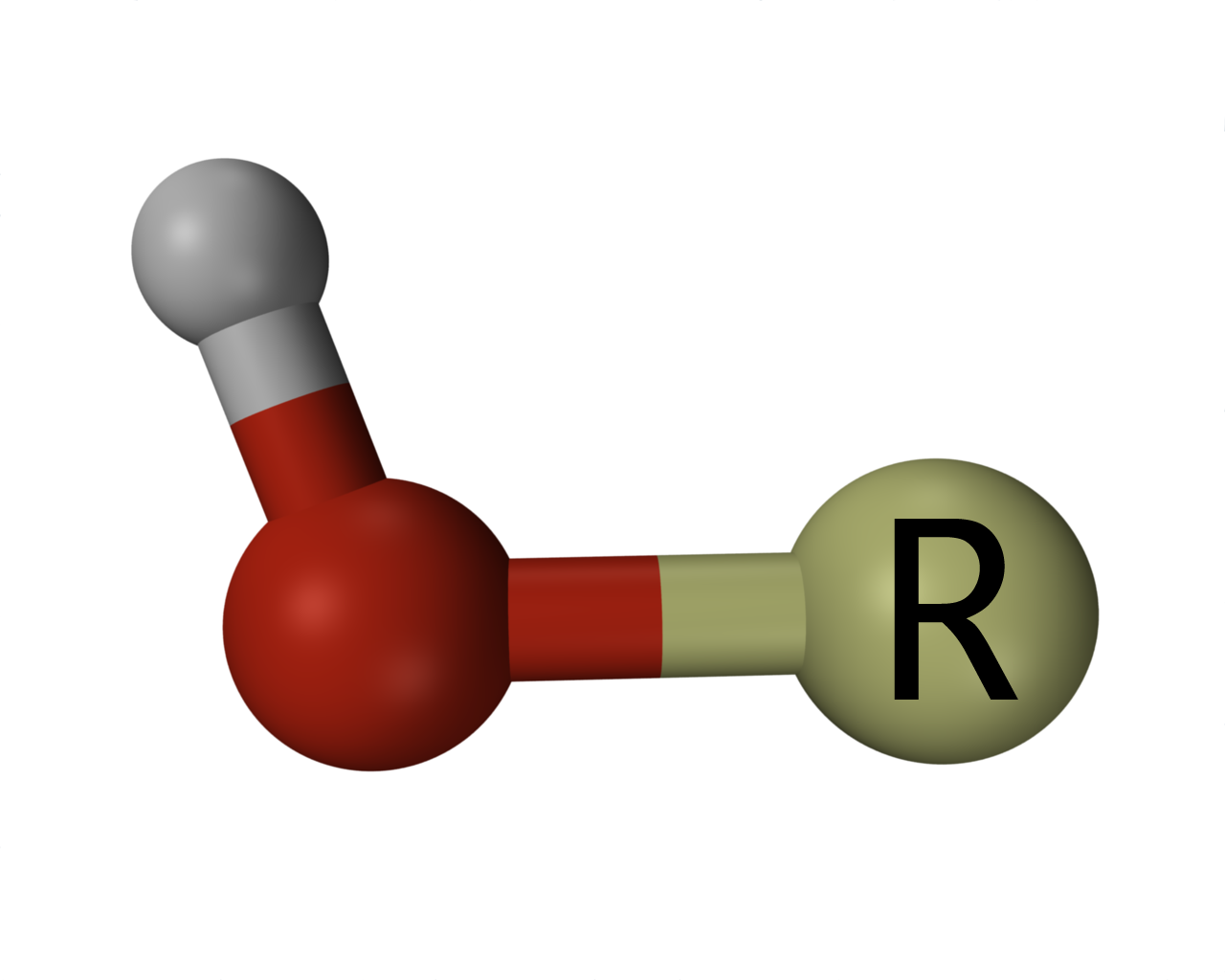
有機羥基基團（-OH，紅色和灰色球體），其中R表示烴基或其它有機基團，紅色和灰色球體分別表示氧原子和氫原子，以及和它們之間的桿狀的連接(共價鍵)。

但根据IUPAC定义，hydroxy与hydroxyl意义并不同：术语hydroxyl仅指羟自由基（hydroxyl radical，·OH）；而官能团－OH才称作hydroxy group，即羟基。
羥基團以共價鍵結合羰基（氧＝碳）的碳原子產生羧基（–C(=O)OH），就是限定基團的羧酸。

## 存在
在无机物，有羟基的通常为有氧酸或其酸式盐。
帶羧基物质溶于水会电离出氢离子，水溶液多偏酸。

### 有机物
在有机化学系统命名，简单烃基后跟著羟基的称作醇，而糖类多为多羟基醛或酮。
羟基直接连在芳烃环的称作酚。

## 与氢氧根的区别
在很多情况，示性式的羟基和氢氧根写法相同，兩者很易混淆。
虽然氢氧根和羟基均为原子团，但羟基为官能团；而氢氧根为离子，每摩羟基有9摩电子；而每摩氢氧根有10摩电子，而且有氢氧根的物质在水溶液呈碱性，而有羟基的物质在水溶液则多偏酸。
氢氧根和羟基在有机化学都亲核。

## 字源
“羟”字形由“氧”和“氢”下半部组合而成，字音則是由「氫」的聲母溪母和「氧」的韻母養韻反切組合而成。

## 参看
- 有机化学命名法
- 氢氧根
- 氧化物

## 外部連結
- Reece, Jane B. . . Benjamin Cummings / Pearson. 2011. ISBN 978-0-321-55823-7 （英语）.